# 조현명
조현명(趙顯命, 1691년 ~ 1752년)은 조선의 문신이다. 본관은 풍양(豊壤). 자는 치회(稚晦), 호는 귀록(歸鹿)·녹옹(鹿翁)이다. 좌의정 조문명의 동생이다. 영조 때 영의정을 지냈다. 소론이었지만, 영조를 보호했으며, 노론 대신들과도 원만한 친분관계를 유지했다.

## 생애
1719년 증광문과에 병과로 급제해 겸설서가 되고, 이후 영조 때 병조좌랑이 된다. 이후 외직으로 나가 현감을 하다 용강현령이 되고, 지평, 문학을 하며 영조의 총애를 받는다. 이후 부교리와 이조좌랑을 거쳐 이인좌의 난 때 민심을 수습했고, 교리, 문학을 거쳐 시독관이 되고 다시 교리를 거쳐 종사관이 되고 도순무 종사관을 거쳐 난을 진압한 공으로 동부승지로 초배되고, 부제학, 대사성, 대사헌, 공조참판, 동지의금부사, 예조참판을 거쳐 다시 부제학과 대사성을 하고 도승지가 된다. 이후 참찬관과 부제조를 겸직했고, 연이어 이후 영조의 총애로 부제학과 도승지를 다시 지내고 경상도관찰사를 거쳐 대사성이 되고 다시 경상도관찰사를 거쳐 한성부좌윤으로 내직에 들어왔다가 다시 전라도관찰사가 되어 외직으로 나가 민정을 다스렸다. 이후 공조참판으로 지경연사를 겸하고, 다시 부제학이 되었다가 이조판서로 승진하고, 이후 동지경연사를 겸한 뒤, 어영대장으로 임명되고, 연이어 형조판서가 되었다가 평안도관찰사로 외직에 나갔다. 거기서 민정을 돌보다가 이후 이조판서로 다시 임명되고, 수어사를 거쳐 빈객이 되고 이조판서를 다시 하고, 세자좌부빈객을 겸하다 이조판서로 지경연사를 겸임, 그리고 동지경연사, 우부빈객을 겸임하다 예조판서가 된다. 그리고 지경연사를 겸하다 예조판서가 되고, 연이어 다시 어영대장에 이어 우참찬, 형조판서를 한다. 이후 제조로 있다가 좌참찬이 되고, 이조판서로 우빈객을 겸하고, 수어사를 하다 예문관제학이 되고, 이조판서와 판의금부사를 하다가 형조판서, 예문관제학, 판의금부사를 하고 제조에 이어 이조판서를 다시 하고 형조판서로 지경연사를 겸하다 다시 좌참찬이 되고 한성부판윤, 공조판서, 호조판서를 거쳐 우참찬, 병조판서를 하고 이후 제조로 있다가 병조판서가 되고 이후 우의정으로 정승에 제수되고 이후 영경연사를 겸하다 우의정으로써 도제조와 호위대장을 겸하고 이후 영돈녕부사로 물러났다가 다시 도제조가 되고 영돈녕부사로 존숭도감도제조에 이어 영돈녕부사로 도제조를 겸직하며 영조의 총애를 받다가 이후 영조에 의해 좌의정이 된다. 좌의정에 있을 때 도제조를 겸하고, 사은 정사로 중국에 다녀온 뒤 영돈녕부사가 되었다가 이후 영의정이 된다. 그러나 이후 영돈녕부사로 물러났고, 이후 좌의정으로 다시 임명된다. 이후 영돈녕부사로 치사한다. 시호는 충효(忠孝)이다.